# Lulu Mihăescu
Lulu Mihăescu, pe numele real Luminița Petre, (n. 15 noiembrie 1968, Iași, Republica Socialistă România) este o actriță română, care a devenit cunoscută în rolul principal din filmul Veronica (1973) și în continuarea lui, Veronica se întoarce (1973), rol ce i-a adus comparații cu actrița americană Shirley Temple. A mai apărut în trei filme, Mama, Saltimbancii și Un saltimbanc la Polul Nord, în perioada 1976-1982, toate în regia Elisabetei Bostan, înainte de a se retrage din lumea cinematografică. 
Trăiește din 1996 în Vancouver, Canada, unde este profesoară de pian.

## Filmografie
- Veronica (1973)
- Veronica se întoarce (1973)
- Mama (1977)
- Saltimbancii (1981)
- Un saltimbanc la Polul Nord (1982)